# 오카야시
오카야시(일본어: 岡谷市)는 일본 나가노현 난신 지방의 스와호와 인접한 공업 도시이다.
1910년대부터 1920년대에 걸쳐 제사업의 중심지로 번창했고 현재는 "동양의 스위스"로 불리며 정밀기계 공업이 번성한 것으로 알려져 있다. 또 1950년대에는 미소 생산량이 일본 제일을 자랑했으며 지금도 많은 미소 공장이 있다.

## 지리
나가노현의 거의 중앙, 스와호의 서쪽에 위치한다. 스와호에서 가마구치 수문을 원류로 하는 덴류강이 남서쪽으로 흐른다.

## 인접하는 자치체
- 마쓰모토시
- 시오지리시
- 스와시
- 스와군 시모스와정
- 가미이나군 다쓰노정

## 역사
- 1874년 10월 9일 - 스와군 오사지촌이 성립하였다.
- 1874년 10월 25일 - 미나토촌, 가와기시촌, 히라노촌이 성립하였다.
- 1936년 4월 1일 - 스와군 히라노촌이 시로 승격해 오카야시가 성립하였다(촌이 정을 거치지 않고 바로 시가 된 경우는 나가노현에서 유일하며 일본 전역에서도 10여 개 밖에 되지 않음).
- 1955년 1월 1일 - 스와군 미나토촌을 편입하였다.
- 1955년 2월 1일 - 스와군 가와기시촌을 편입하였다.
- 1957년 3월 25일 - 스와군 오사지촌을 편입하였다.

## 교통

### 철도
- 동일본 여객철도 주오 본선

### 도로
- 나가노 자동차도
- 주오 자동차도
- 국도 20호선
- 국도 142호선

## 인구
| 연도 | 인구   | ±%     |
| ---- | ------ | ------ |
| 1940 | 58,443 | —      |
| 1950 | 52,288 | −10.5% |
| 1960 | 52,256 | −0.1%  |
| 1970 | 60,350 | +15.5% |
| 1980 | 62,210 | +3.1%  |
| 1990 | 59,849 | −3.8%  |
| 2000 | 56,401 | −5.8%  |
| 2010 | 52,859 | −6.3%  |